# Шотт, Генрих Вильгельм
Ге́нрих Вильге́льм Шотт (Heinrich Wilhelm Schott, 7 января 1794, Брно, Австро-Венгерская империя — 5 марта 1865, Вена) — австрийский ботаник, хорошо известный своими работами по изучению растений семейства Ароидные.

## Биография

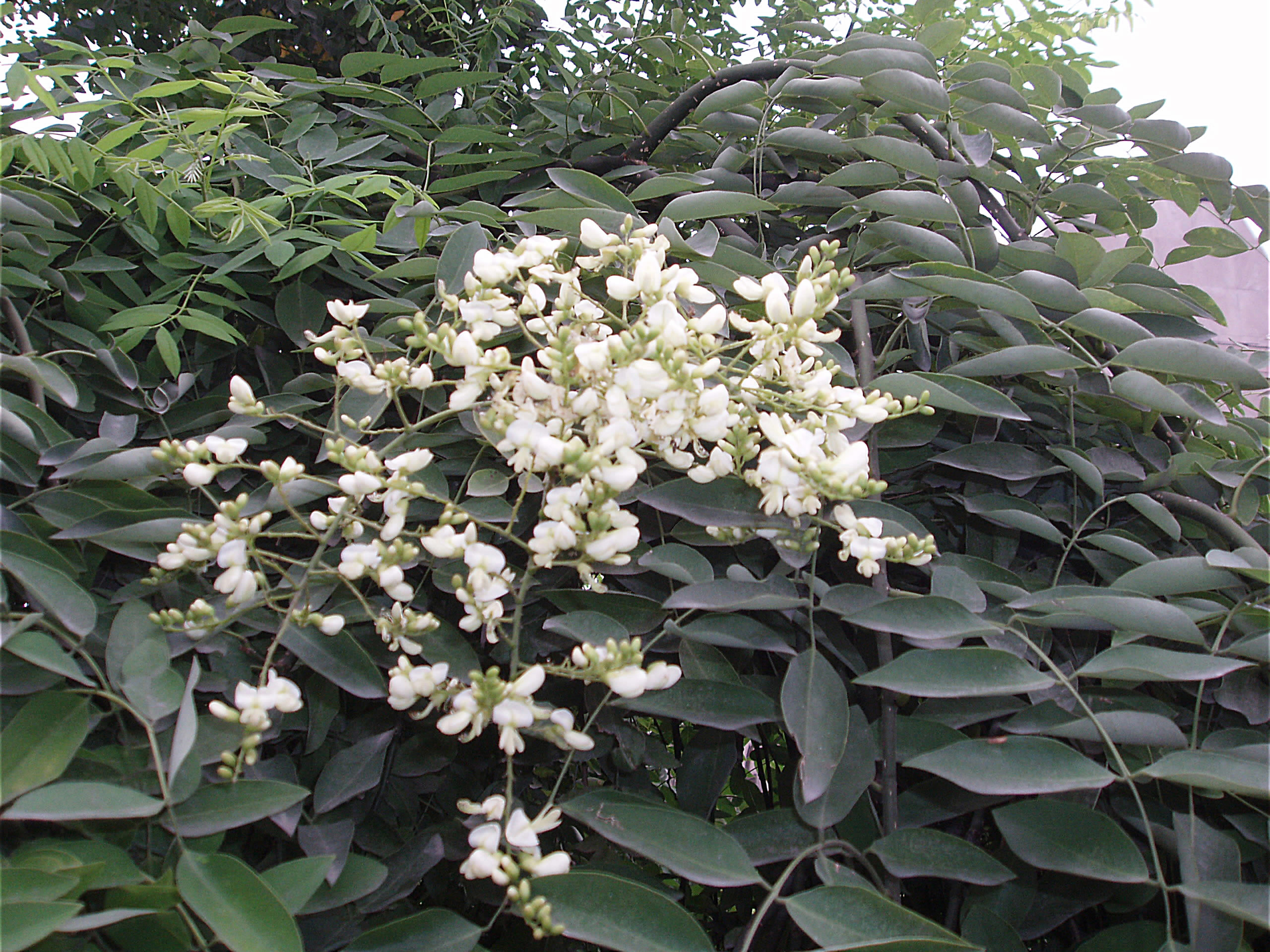
Софора японская Styphnolobium japonicum (L.)Schott.

Генрих Вильгельм Шотт успешно окончив гимназию в городе Вене и прослушав курсы естественной истории, сельского хозяйства и химии, поступил в 1809 году простым садовником в университетский сад и проработал в этой должности до 1813 года.
С 1813 года Шотт исполнял должность ассистента при ботаническом саде, а 1815 году получил место садовника императорского сада австрийской флоры в дворцовом комплексе австрийской столицы — Бельведере.
С 1817 по 1821 год Генрих Вильгельм Шотт, в качестве садовника и собирателя живых растений и семян, был в составе экспедиции, снаряженной императором Францем II в Бразилию.
В начале XIX века возглавлял императорские ботанические сады Шёнбруннского дворца Габсбургов в Вене.

## Публикации
- Synopsis Aroidearum, 1856
- Icones Aroidearum, 1857
- Genera Aroidearum Exposita, 1858
- Prodromus Systematis Aroidearum, 1860